# Liste der Biografien/Perm
Liste der Biografien |
Portal Biografien |
Personensuche
# |
A |
B |
C |
D |
E |
F |
G |
H |
I |
J |
K |
L |
M |
N |
O |
P |
Q |
R |
S |
T |
U |
V |
W |
X |
Y |
Z |
?
 
Pa |
Pc |
Pe |
Pf |
Ph |
Pi |
Pj |
Pk |
Pl |
Pm |
Pn |
Po |
Pr |
Ps |
Pt |
Pu |
Pv |
Pw |
Py
 
Pea |
Peb |
Pec |
Ped |
Pee |
Pef |
Peg |
Peh |
Pei |
Pej |
Pek |
Pel |
Pem |
Pen |
Peo |
Pep |
Peq |
Per |
Pes |
Pet |
Peu |
Pev |
Pew |
Pex |
Pey |
Pez
 
Pera |
Perb |
Perc |
Perd |
Pere |
Perf |
Perg |
Perh |
Peri |
Perj |
Perk |
Perl |
Perm |
Pern |
Pero |
Perp |
Perq |
Perr |
Pers |
Pert |
Peru |
Perv |
Perw |
Pery |
Perz
Die Liste der Biografien führt alle Personen auf, die in der deutschsprachigen Wikipedia einen Artikel haben. Dieses ist eine Teilliste mit 16 Einträgen von Personen, deren Namen mit den Buchstaben „Perm“ beginnt.

## Perm

### Perma
- Permadi, Fung (* 1967), indonesischer Badmintonspieler, der später für Taiwan startete
- Perman, Lukas (* 1980), österreichischer Musicaldarsteller, Sänger und SchauspielerLukas Perman (* 1980)

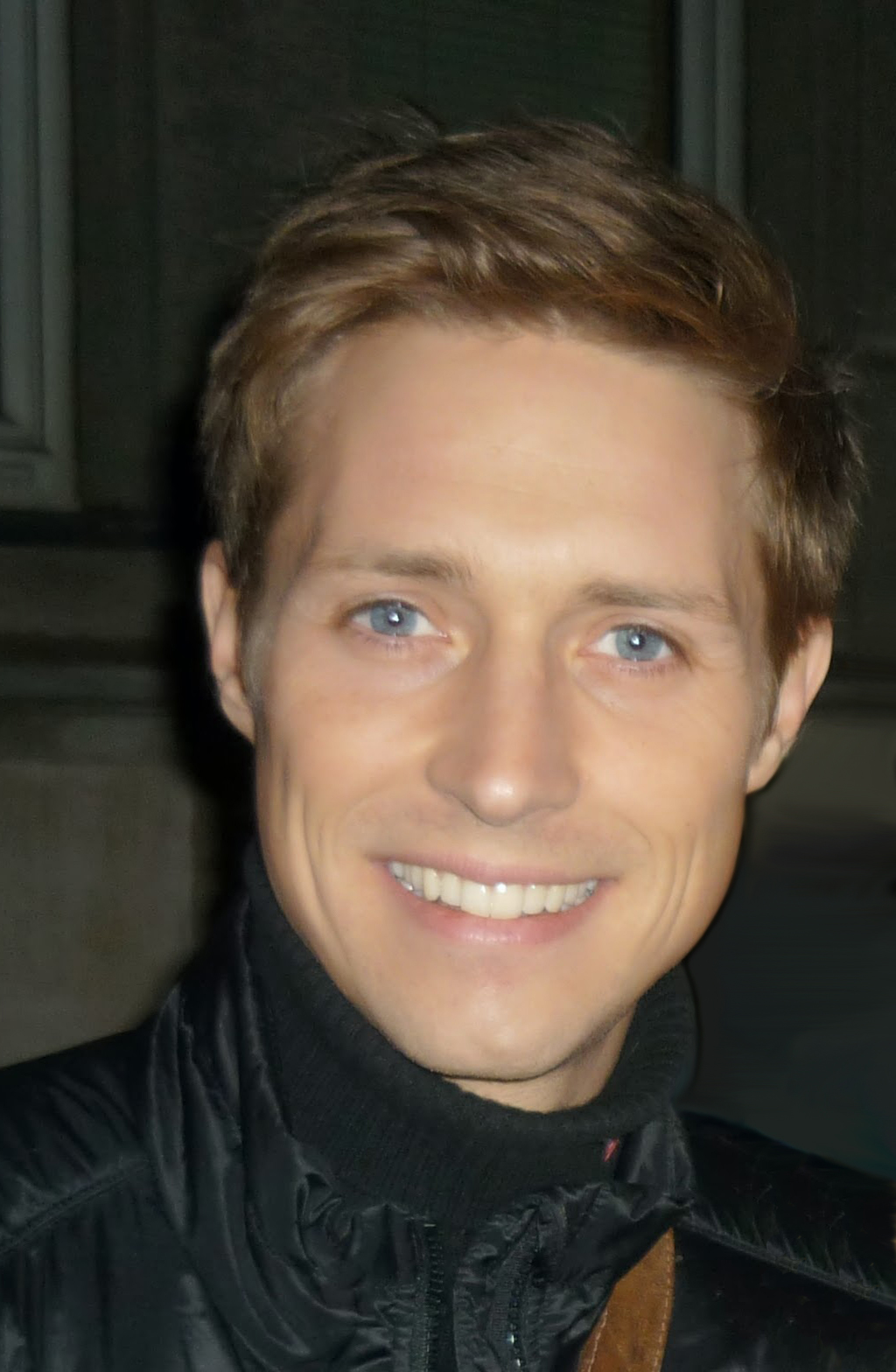
Lukas Perman (* 1980)

- Permana, Lenny (* 1975), australische Badmintonspielerin indonesischer Herkunft
- Permaneder, Franz Michael (1794–1862), deutscher katholischer Theologe und Kanonist
- Permatasari, Devi Tika (* 1987), indonesische Badmintonspielerin

### Perme
- Permeke, Constant (1886–1952), belgischer Maler, Zeichner und Bildhauer des Expressionismus
- Përmeti, Turhan Pascha († 1927), albanischer Politiker

### Permi
- Permikin, Boris Sergejewitsch (1890–1971), General der Weißen Armee
- Perminow, Anatoli Nikolajewitsch (* 1945), russischer Offizier, Leiter der russischen Raumfahrtbehörde Roskosmos
- Perminowa, Natalja Andrejewna (* 1991), russische Badmintonspielerin
- Permitina, Irina Eduardowna (* 1968), russische Marathonläuferin

### Permj
- Permjakawa, Natallja (* 1970), belarussische Biathletin
- Permjakow, Jakow († 1712), russischer Seefahrer und Händler

### Permo
- Permoser, Balthasar (1651–1732), deutscher Bildhauer

### Permu
- Permunian, Antonio (1930–2020), Schweizer Fussballspieler
- Permut, David (* 1954), US-amerikanischer Filmproduzent